# Gia đình Willoughby
Gia đình Willoughby (tên gốc tiếng Anh: The Willoughbys) là phim hài hoạt hình máy tính năm 2020 do Kris Pearn đạo diễn và Rob Lodermeier đồng đạo diễn. Dựa trên cuốn sách cùng tên của nhà văn Lois Lowry, kịch bản của bộ phim do Pearn và Mark Stanleigh thực hiện, với sự tham gia lồng tiếng của Will Forte, Maya Rudolph, Alessia Cara, Terry Crews, Martin Short, Jane Krakowski, Seán Cullen và Ricky Gervais. Nội dung tác phẩm theo chân bốn đứa trẻ trong cuộc hành trình tìm cha mẹ mới để thay thế cho hai người cha mẹ thật luôn bỏ bê chúng.
Gia đình Willoughby được phát hành trên Netflix vào ngày 22 tháng 4 năm 2020 với 37 triệu lượt xem. Tác phẩm nhận được sự hoan nghênh của giới phê bình sau khi phát hành, đặc biệt cho phần hoạt hình, diễn xuất lồng tiếng, cốt chuyện và phần nhạc phim của Mark Mothersbaugh, cũng như bài hát chủ đề "I Choose" do Cara trình bày. Phim nhận được sáu đề cử Giải Annie, bao gồm Phim hoạt hình hay nhất.

## Nội dung
Một con mèo xanh kể lại câu chuyện của anh chị em nhà Willoughby: Tim, Jane và cặp song sinh Barnaby A và Barnaby B. Cha mẹ của chúng là ông bà Willoughby luôn say mê nhau và luôn bỏ bê cũng như lạm dụng tình cảm của những đứa trẻ. Sau khi tìm thấy một đứa trẻ mồ côi, Jane đưa em vào nhà. Khi cô bé phá phách trong phòng khách, ông bà Willoughby đã ném những đứa trẻ ra khỏi nhà và cấm chúng quay lại cho đến khi đuổi được đứa bé đi. Chúng để đứa bé mà Tim đặt tên là "Ruth" trước cửa nhà máy sản xuất kẹo của Chỉ huy Melanoff vì tin rằng đó là một ngôi nhà thích hợp. Trên đường về, hai anh em ấp ủ một kế hoạch cải thiện cuộc sống bằng cách tự làm mồ côi bản thân để thoát khỏi phụ huynh của chúng. Bọn trẻ đã cùng nhau soạn ra bộ tài liệu về kỳ nghỉ với đầy những nguy hiểm chết người có thể giết chết cha mẹ chúng.
Ông bà Willoughby vì phấn khích trước tập quảng cáo nên đã rời đi ngay lập tức, để lại bọn trẻ cho bà vú Linda chăm sóc. Linda tỏ ra ấm áp và quan tâm hơn nhiều so với cha mẹ của họ; Jane và bộ đôi Barnaby gần như có cảm tình với cô ấy ngay lập tức; Tim, tuy nhiên, lại không tin tưởng vào cô. Khi Linda biết về Ruth, cô chạy đến nhà máy kẹo cùng những đứa trẻ. Melanoff giải thích rằng ban đầu anh định giao đứa bé cho Bộ Dịch vụ Trẻ mồ côi, nhưng anh nhanh chóng có cảm tình với đứa bé. Linda cũng yên tâm rằng Ruth sẽ được chăm sóc chu đáo trong nhà máy. Trong khi đó, ông bà Willoughby bằng cách nào đó đã sống sót qua tất cả những nơi nguy hiểm mà họ gặp phải, nhưng họ sớm phát hiện ra rằng cả hai đã hết tiền. Không muốn trở về nhà, họ quyết định bán căn nhà của mình để có thêm tiền cho kỳ nghỉ. Cả hai thông báo cho Linda và yêu cầu cô phải tự tìm cách xử lý bọn trẻ.
Tim, vẫn không tin tưởng vào Linda, đã đánh cắp điện thoại di động của cô và phát hiện ra tin nhắn của bố mẹ anh. Tim, tin rằng Linda có ý đồ xấu, gọi cho Bộ Dịch vụ Trẻ mồ côi. Bọn trẻ nhà Willoughby sau đó đã dọa những người mua nhà tiềm năng hoảng sợ. Khi Linda giúp bọn trẻ bằng cách xua đuổi gia đình cuối cùng, Tim cuối cùng nhận ra rằng cô ấy quan tâm đến chúng như thế nào. Tuy nhiên, khi Bộ Dịch vụ Trẻ mồ côi đến, Linda phải bỏ đi trong nước mắt vì đau lòng trước sự phản bội của Tim; những đứa trẻ Willoughby khác cũng từ bỏ cậu. Những đứa trẻ bị bắt đi và Jane và cặp đôi Barnaby được đưa đến các nhà nuôi dưỡng riêng biệt. Tim, trong khi đó, liên tục chạy trốn khỏi cha mẹ nuôi của mình và cuối cùng bị giam giữ trong phòng giam tại Trụ sở Dịch vụ Trẻ mồ côi. Chú mèo khuyến khích Linda quay lại với bọn trẻ bằng cách đưa cho cô chiếc mũ bảo hiểm mà Tim bỏ lại. Cải trang thành một người gác cổng, Linda lẻn vào, làm hòa với Tim. Linda sau đó tìm và đoàn tụ với những đứa trẻ Willoughby khác.
Bọn trẻ Willoughby nhận ra rằng chúng có thể thoát khỏi Bộ Dịch vụ Trẻ mồ côi nếu chúng vẫn còn cha mẹ ruột. Với sự giúp đỡ của Linda, Ruth và Melanoff, lũ trẻ Willoughby xây dựng một khinh khí cầu để giải cứu cha mẹ chúng khỏi "Dãy Alps không thể trèo" – điểm đến cuối cùng của cả hai. Khi đến đích, chúng lần theo dấu vết của mẹ mình để lên đỉnh núi, nơi chúng tìm thấy cha mẹ mình đang gần như chết cóng. Những đứa trẻ thú nhận rằng họ đã gửi hai người đi nhưng vẫn mong được đoàn tụ với họ như một gia đình. Tuy nhiên, cha mẹ chúng vẫn ích kỷ như mọi khi, ăn cắp khinh khí cầu và bỏ rơi con cái. Tuy nhiên, vì không biết cách điều khiển khinh khí cầu, ông bà Willoughby cuối cùng rơi xuống biển. Không có cách nào để xuống núi, lũ trẻ chuẩn bị chống chọi với cái lạnh khi Jane hát cho chúng nghe. Rất may, Ruth, Melanoff và Linda đã đi theo người bán bánh mì và tìm thấy chúng trước khi chúng chết cóng. Chính thức là trẻ mồ côi, lũ trẻ Willoughby được Linda và Melanoff nhận nuôi, sống hạnh phúc hơn nhiều trong nhà máy kẹo của Melanoff cùng với Ruth và chú mèo. Trong khi đó, ông bà Willoughby dù vẫn sống sót sau vụ tai nạn kinh hoàng nhưng lại bị mắc kẹt trên biển và bị cá mập ăn thịt.

## Lồng tiếng
- Will Forte vai Tim Willoughby, cậu con trai lớn nhất và lý trí của gia đình Willoughby.
- Maya Rudolph vai Linda, người trông trẻ lập dị, cũng là một đứa trẻ mồ côi.
- Alessia Cara vai Jane Willoughby, đứa con giữa vui vẻ của gia đình Willoughby với niềm đam mê ca hát.
- Terry Crews vai Chỉ huy Melanoff, người chủ vui vẻ nhưng cô đơn của một nhà máy sản xuất kẹo.
- Martin Short vai Walter Willoughby, người cha bạo hành với sở thích đóng tàu trong chai.
- Jane Krakowski vai Helga Willoughby, người mẹ bạo hành với sở thích đan len.
- Seán Cullen vai Barnaby A và Barnaby B Willoughby, cặp song sinh "đáng sợ" và là con út của nhà Willoughby có chung niềm đam mê sáng chế.
- Ricky Gervais vai Mèo, chú mèo mướp xanh biết nói và là người dẫn chuyện của bộ phim.
- Colleen Wheeler vai Đặc vụ mồ côi Alice Vernakov
- Nancy Robinson vai Irene Holmes
- Kris Pearn vai Spoons McGee

## Sản xuất
Tháng 11 năm 2015, Bron Studios đã mua lại bản quyền phim hoạt hình cho cuốn sách The Willoughbys của nhà văn Lois Lowry và mời Kris Pearn thực hiện phần kịch bản chuyển thể, với Adam Wood đạo diễn bộ phim và Aaron L. Gilbert cùng Luke Carroll đảm nhiệm vai trò sản xuất. Vào tháng 4 năm 2017, Ricky Gervais được chọn tham gia bộ phim với vai trò người kể chuyện cũng như lồng tiếng cho một trong các nhân vật của phim; đồng thời cũng có thông tin rằng Pearn sẽ đồng đạo diễn bộ phim với Cory Evans. Tuy nhiên, kịch bản đã được thay thế bởi Pearn và Mark Stanleigh bằng một câu chuyện của Pearn – người cũng đảm nhiệm vai trò giám đốc sản xuất của dự án. Tháng 6 năm 2017, dàn diễn viên lồng tiếng được mở rộng bao gồm Terry Crews, Maya Rudolph, Martin Short, Jane Krakowski và Seán Cullen. Will Forte và Alessia Cara cũng tham gia phần lồng tiếng cho họ, và Netflix sẽ đảm nhiệm vai trò phân phối tác phẩm.
Phim được sản xuất tại xưởng phim Bron Animation ở Burnaby, British Columbia. Các nhân vật trong phim được thiết kế bởi nhà thiết kế nhân vật Craig Kellman – người đã thiết kế nhân vật cho thương hiệu Madagascar của DreamWorks Animation và Khách sạn huyền bí của Sony Pictures Animation, cũng như Gia đình Addams của Metro-Goldwyn-Mayer.  Phần âm nhạc trong phim do Mark Mothersbaugh – người trước đây đã làm việc với Pearn trong Cơn mưa thịt viên 2 – sáng tác và chỉ đạo. Bài hát gốc "I Choose" do Alessia Cara trình bày được hãng thu âm Def Jam Recordings phát hành độc lập.

## Phát hành
Gia đình Willoughby được phát hành trên nền tảng số Netflix vào ngày 22 tháng 4 năm 2020. Tác phẩm được xem bởi ít nhất 37 triệu hộ gia đình trong tháng đầu tiên phát hành.

## Đón nhận

### Đánh giá chuyên môn
Trên hệ thống tổng hợp kết quả đánh giá Rotten Tomatoes, phim nhận được 91% lượng đồng thuận dựa theo 64 bài đánh giá, với điểm trung bình là 6,8/10. Các chuyên gia của trang web nhất trí rằng, "Là một cuộc phiêu lưu hoạt hình hấp dẫn với sự ngốc nghếch được neo giữ trong những cảm xúc chân thực, Gia đình Willoughby mang đến niềm vui huyền ảo mà cả gia đình có thể thưởng thức." Trên trang Metacritic, phần phim đạt số điểm 68/100, dựa trên 14 nhà phê bình, chủ yếu là những lời khen ngợi.
Renee Schonfeld của Common Sense Media đã cho bộ phim 4 trên 5 sao, nhận xét bộ phim là một "câu chuyện kỳ lạ tuyệt vời với chủ đề đen tối được làm dịu đi bởi sự ấm áp, hài hước và màn trình diễn xuất sắc của các diễn viên lồng tiếng tài năng, những người đã làm bừng sáng phần hoạt hình đầy sáng tạo và rực rỡ."  David Rooney của The Hollywood Reporter cho biết "bộ phim hoạt hình gia đình phiêu lưu hài hước của Netflix có một sức hấp dẫn kỳ quặc và hiệu quả một cách đáng ngạc nhiên." Natalia Winkelman của The New York Times bình luận bộ phim "hấp dẫn trên từng khoảnh khắc."

### Giải thưởng
| Giải thưởng                                | Ngày                | Hạng mục                                                              | Đề cử                                                      | Kết quả | Nguồn  |
| ------------------------------------------ | ------------------- | --------------------------------------------------------------------- | ---------------------------------------------------------- | ------- | ------ |
| Giải Critics' Choice Super                 | 10 tháng 1 năm 2021 | Phim hoạt hình hay nhất                                               | Gia đình Willoughby                                        | Đề cử   | [ 16 ] |
| Giải Critics' Choice Super                 | 10 tháng 1 năm 2021 | Diễn viên lồng tiếng xuất sắc nhất trong phim hoạt hình               | Will Forte                                                 | Đề cử   | [ 16 ] |
| Giải Critics' Choice Super                 | 10 tháng 1 năm 2021 | Diễn viên lồng tiếng xuất sắc nhất trong phim hoạt hình               | Martin Short                                               | Đề cử   | [ 16 ] |
| Giải Critics' Choice Super                 | 10 tháng 1 năm 2021 | Diễn viên lồng tiếng xuất sắc nhất trong phim hoạt hình               | Terry Crews                                                | Đề cử   | [ 16 ] |
| Giải Critics' Choice Super                 | 10 tháng 1 năm 2021 | Nữ diễn viên lồng tiếng xuất sắc nhất trong phim hoạt hình            | Maya Rudolph                                               | Đề cử   | [ 16 ] |
| Giải Critics' Choice Super                 | 10 tháng 1 năm 2021 | Nhân vật phản diện xuất sắc nhất trong phim điện ảnh                  | Martin Short và Jane Krakowski                             | Đề cử   | [ 16 ] |
| Giải thưởng của Hiệp hội Hiệu ứng Hình ảnh | 6 tháng 4 năm 2021  | Mô phỏng hiệu ứng hình ảnh đột phá trong phim hoạt hình               | Helén Ahlberg, Kyle McQueen, Russell Smith, Raehyeon Kim   | Đề cử   | [ 17 ] |
| Giải Annie                                 | 16 tháng 4 năm 2021 | Phim hoạt hình hay nhất                                               | Kris Pearn                                                 | Đề cử   | [ 18 ] |
| Giải Annie                                 | 16 tháng 4 năm 2021 | Biên tập trong phim điện ảnh hoạt hình                                | Catherine Apple, Anna Wolitzky và Dave Suther              | Đề cử   | [ 18 ] |
| Giải Annie                                 | 16 tháng 4 năm 2021 | Thành tựu xuất sắc về hoạt họa nhân vật trong phim điện ảnh hoạt hình | Andrés Bedate Martin                                       | Đề cử   | [ 18 ] |
| Giải Annie                                 | 16 tháng 4 năm 2021 | Thành tựu xuất sắc về âm nhạc trong phim điện ảnh hoạt hình           | Mark Mothersbaugh, Alessia Cara, Jon Levine, Colton Fisher | Đề cử   | [ 18 ] |
| Giải Annie                                 | 16 tháng 4 năm 2021 | Thành tựu xuất sắc về thiết kế nhân vật trong phim điện ảnh hoạt hình | Craig Kellman                                              | Đề cử   | [ 18 ] |
| Giải Annie                                 | 16 tháng 4 năm 2021 | Thành tựu xuất sắc về thiết kế sản xuất trong phim điện ảnh hoạt hình | Kyle McQueen                                               | Đề cử   | [ 18 ] |